# Kirker i Skanderborg Amt
Skanderborg Amt var et amt før Kommunalreformen i 1970.
Skanderborg Amt bestod af seks herreder:

## Gjern Herred
- Alling Kirke
- Dallerup Kirke
- Gjern Kirke
- Hammel Kirke
- Linå Kirke
- Låsby Kirke
- Røgen Kirke
- Sejs-Svejbæk Kirke
- Silkeborg – Alderslyst Kirke
- Silkeborg – Mariehøj Kirke
- Silkeborg – Silkeborg Kirke
- Skannerup Kirke
- Skorup Kirke
- Sporup Kirke
- Søby Kirke
- Tulstrup Kirke
- Tvilum Kirke
- Voel Kirke
- Voldby Kirke

## Hjelmslev Herred
- Adslev Kirke
- Blegind Kirke
- Dover Kirke
- Fruering Kirke
- Hørning Kirke
- Mesing Kirke
- Ry Kirke
- Skanderborg – Skanderup Kirke
- Skanderborg Slotskirken i Skanderborg Sogn
- Stilling Kirke
- Veng Kirke
- Vitved Kirke

## Nim Herred
- Endelave Kirke
- Hornborg Kirke
- Horsens – Getsemane Kirke – tidligere metodistkirke
- Horsens – Hospitalskirken i Klostersogn
- Horsens – Klosterkirken
- Horsens – Sønderbro Kirke
- Horsens – Vor Frelsers Kirke i Vor Frelsers Sogn
- Horsens – Vestermark Kirke i Vor Frelsers Sogn
- Hvirring Kirke
- Nim Kirke
- Tamdrup Kirke
- Underup Kirke

## Tyrsting Herred
- Brædstrup Kirke
- Bryrup Kirke
- Vinding Kirke
- Føvling Kirke
- Gammel Rye Kirke
- Grædstrup Kirke
- Sønder Vissing Kirke
- Træden Kirke
- Tyrsting Kirke
- Tønning Kirke
- Voerladegård Kirke

## Voer Herred
- Gangsted Kirke
- Hansted Kirke
- Hylke Kirke
- Kattrup Kirke
- Lundum Kirke
- Nebel Kapel
- Ovsted Kirke
- Serridslev Kirke
- Søvind Kirke
- Tolstrup Kirke
- Tåning Kirke
- Vedslet Kirke
- Vær Kirke
- Yding Kirke
- Ørridslev Kirke
- Østbirk Kirke

## Vrads Herred
- Bakkebo Kirke i Nørre Snede Sogn
- Brande Kirke i Them Sogn
- Ejstrup Kirke – Ejstrupholm
- Gludsted Kirke i Gludsted Sogn
- Hammer Kirke
- Hampen Kirke i Hampen Sogn
- Klovborg Kirke
- Linnerup Kirke
- Nørre Snede Kirke
- Them Kirke
- Tørring Kirke
- Virklund Kirke
- Vrads Kirke
- Åle Kirke